# Парцови къщи
Парцовите къщи са група от 3 възрожденски къщи в град Якоруда, представители на разложко-чепинската къща.
Сградите са три братски къщи, построени в 1899 година от майстори от Елешница под един покрив, така че се възприемат единно като една сграда. Къщите са двуетажни. Стените на първия етаж, огражащата северна на втория и разделителните между трите къщи са каменни със сантрачи, а останалите са паянтови с дървен скелет с пълнеж.
Първият етаж е покрит двор с малка врата към улицата. В две от къщите има и стопански помещения. До втория етаж се стига по стълба под стрехата между двора и покрития двор. На етажа има широк чардак (софа) и зад него две жилищни стаи (къщи) с месилник между тях. Къщите имат по два прозореца, а месилника – един. Между чардака и месилника е преддверието (боария) през което е входът. Парапетът на чардака е от тънки струговани балюстри.
Покривът е от греди, по контура на общата сграда, сглобени във венец по ъглите. Липсата на вътрешни носещи подпори осигурява пълноценното използване на подпокривното пространство за склад. Покритието е от турски керемиди.